# Linh dương núi đá Ả Rập
Linh dương núi đá Ả Rập (Gazella gazella) là một loài động vật có vú trong họ Bovidae, bộ Artiodactyla. Loài này được Pallas mô tả năm 1766.

## Hình ảnh

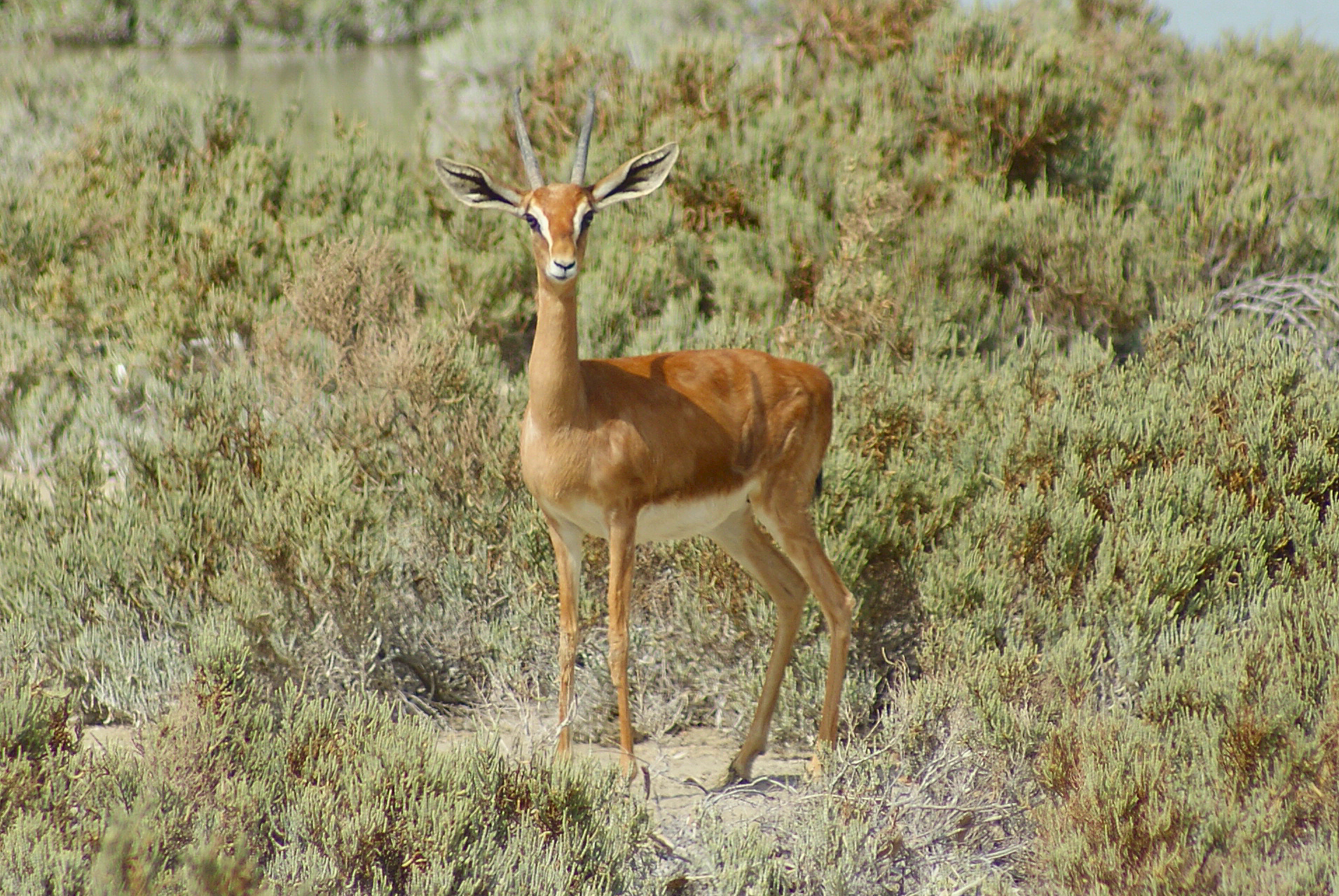
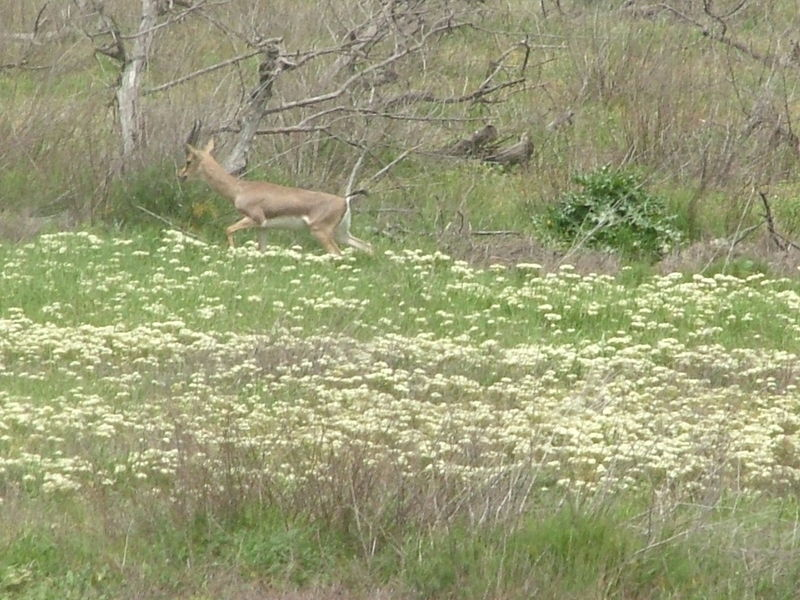
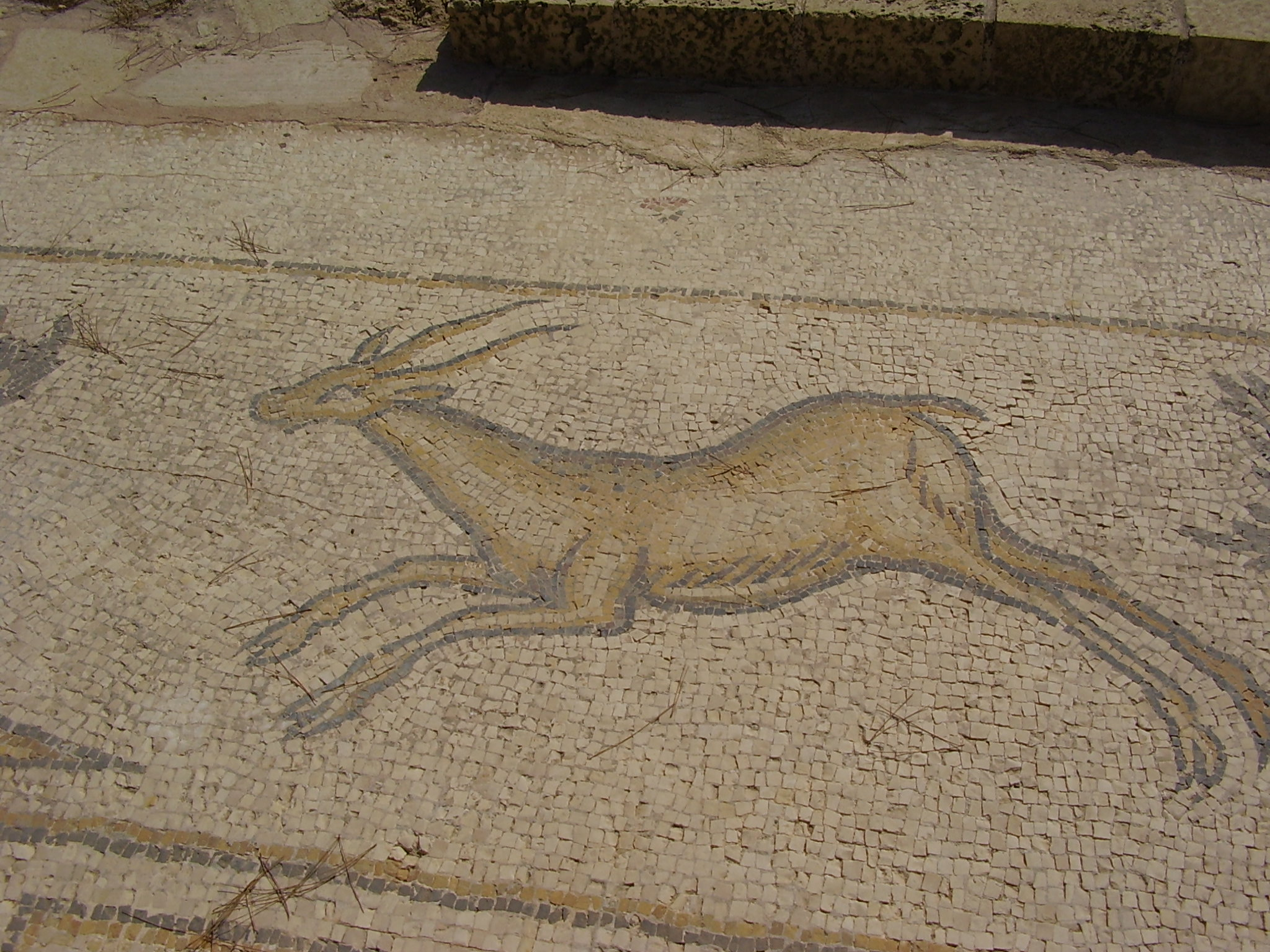
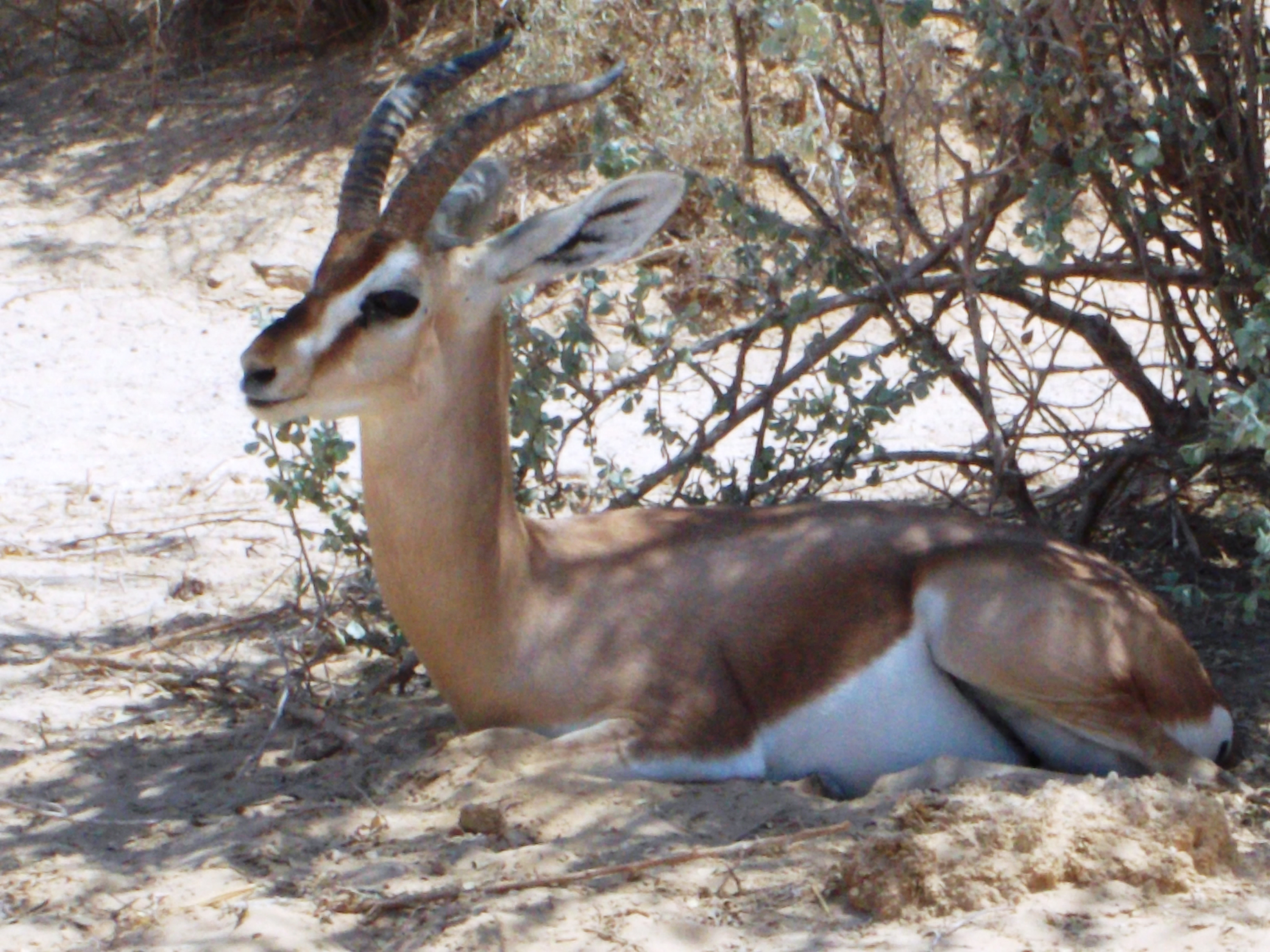